# Lijst van graven van Henegouwen
De opeenvolgende graven van Henegouwen
Het graafschap Henegouwen werd pas opgericht in 1071 als de vereniging van drie grafelijke entiteiten: het graafschap Bergen, het markgraafschap Valenciennes en het zuidelijke deelgraafschap van de Brabantgouw.
Vóór 1071: zie graven van Bergen, graven van Valenciennes.
| Naam                            | Periode   | Opmerkingen |
|                                 | 875-957   | Voorgeschiedenis (chronologie onder voorbehoud!)                                                                        |
| ------------------------------- | --------- | --- |
| Reinier I                       | 875-915   | wellicht als markgraaf in Lotharingen                                                                                   |
| Sigehard                        | 915-921   | |
| Haganon                         | 921-924   | |
| Reinier II                      | 924-931   | |
| Reinier III                     | 931-957   | |
|                                 | 998-1051  | Huis der Reiniers (graven van Bergen)                                                                                   |
| Reinier IV                      | 998-1013  | |
| Reinier V                       | 1013-1039 | vanaf ca. 1024 ook graaf in de zuidelijke helft van de Brabantgouw                                                      |
| Herman van Bergen               | 1039-1051 | vanaf ca. 1049 ook markgraaf van Valenciennes                                                                           |
|                                 | 1051-1280 | HUIS VLAANDEREN |
| Richilde van Henegouwen         | 1051-1070 | |
| Boudewijn I van Hasnon          | 1051-1070 | Regent over zijn echtgenote Richilde van Henegouwen                                                                     |
| Arnulf de Ongelukkige           | 1070-1071 | Richilde van Henegouwen was regentes.                                                                                   |
| Boudewijn II van Henegouwen     | 1071-1098 | Richilde van Henegouwen was regentes tot 1076.                                                                          |
| Boudewijn III van Henegouwen    | 1098-1120 | |
| Boudewijn IV de Bouwer          | 1120-1171 | |
| Boudewijn V de Moedige          | 1171-1195 | |
| Boudewijn VI van Constantinopel | 1195-1205 | |
| Johanna van Constantinopel      | 1205-1244 | |
| Margaretha I van Vlaanderen     | 1244-1253 | |
|                                 | 1250-1257 | Jan van Avesnes; Tegengraaf en zoon van Margaretha van Vlaanderen en Burchard van Avesnes, regeerde niet daadwerkelijk. |
| Karel van Anjou                 | 1253-1256 | Kreeg tijdelijk het graafschap toegewezen wegens ruzie van gravin Margaretha met de Avesnes.                            |
| Margaretha I van Vlaanderen     | 1256-1280 | opnieuw |
|                                 | 1280-1356 | HUIS AVESNES |
| Jan I van Avesnes               | 1280-1304 | + graaf van Holland en Zeeland.                                                                                         |
| Willem I de Goede               | 1304-1337 | + graaf van Holland en Zeeland.                                                                                         |
| Willem II van Henegouwen        | 1337-1345 | + graaf van Holland en Zeeland.                                                                                         |
| Margaretha II van Henegouwen    | 1345-1356 | + gravin van Holland en Zeeland.                                                                                        |
|                                 | 1356-1433 | HUIS WITTELSBACH |
| Willem III van Beieren          | 1356-1389 | Werd krankzinnig in 1358.                                                                                               |
| Albrecht van Beieren            | 1358-1389 | Regent over zijn broer Willem III van Beieren.                                                                          |
| Albrecht van Beieren            | 1389-1404 | |
| Willem IV van Oostervant        | 1404-1417 | |
| Jacoba van Beieren              | 1417-1433 | |
|                                 | 1433-1482 | HUIS VALOIS |
| Filips I de Goede               | 1433-1467 | + hertog van Bourgondië.                                                                                                |
| Karel de Stoute                 | 1467-1477 | + hertog van Bourgondië.                                                                                                |
| Maria van Bourgondië            | 1477-1482 | + hertogin van Bourgondië.                                                                                              |
|                                 | 1482-1795 | HUIS HABSBURG |
| Filips II de Schone             | 1482-1506 | |
| Karel V                         | 1506-1555 | |
| Filips III                      | 1555-1598 | |

## België
Na de onafhankelijkheid van België hebben twee leden van het Belgische koningshuis de titel graaf van Henegouwen gedragen. Prins Leopold van België (1859-1869), oudste zoon van Leopold (II), hertog van Brabant, ontving de titel in 1859 van zijn grootvader koning Leopold I.  
In 1930 schonk koning Albert I de titel aan zijn pasgeboren kleinzoon Boudewijn (1930-1993), de oudste zoon van de latere koning Leopold III  (toen hertog van Brabant).
Albert I bepaalde bij deze verlening dat de oudste zoon van de hertog van Brabant voortaan automatisch graaf van Henegouwen zou zijn, maar die bepaling werd in 2001 geschrapt toen een nieuwe regeling voor de titel hertog van Brabant werd ingevoerd. Sinds Boudewijn in 1934 zelf hertog van Brabant werd, heeft niemand nog de titel graaf van Henegouwen gevoerd.